# 普拉文·贾达夫
普拉文·拉梅什·贾达夫（英語：Pravin Ramesh Jadhav，1996年7月6日—）是一名印度射箭运动员，專攻反曲弓。2019年世界射箭錦標賽他成为自2005年以来首個获得决赛资格的印度队伍成員之一，最終奪得银牌。

## 早年生活
贾达夫于1996年7月6日出生于一个日薪工人的家庭，他的家人定居于一个位于萨塔拉区的一个小村庄，在那他们的住所是一栋靠近排水沟的寮屋。在他年轻时，他有时会帮助父亲完成农活。
贾达夫从小就对体育展现出浓厚的兴趣，他曾参加了市级800米赛跑的比赛，但因为营养不良而没有足够的体力来完成比赛。自那以后，他的学校老师维卡斯·布贾巴尔（Vikas Bhujbal）帮助他分担了伙食以及训练所需要的的费用，从而让他在帕博迪尼体校（Krida Parbodhini school）的表现变得更加出色。在浦那的巴勒瓦迪接受一年的训练后，他800赛跑的耐力得到了提升。随后他移居到阿姆劳蒂，在那里他接受了射箭训练。贾达夫此时仍患有营养不足，在接受反曲弓训练时常无法承受他的重量而导致训练效果不理想。由于他的表现不佳学校一度考虑开除他。他的老师布贾巴尔为此向当地教育部的一名官员马赫什·帕卡（Mahesh Palkar）请求帮助从而让贾达夫有充足的机会展现自己，在帕卡的帮助下贾达夫在一次训练中仅用五次射击就获得了45分，这让学校对他刮目相看贾达夫也因此幸免于被开除。

## 经历
贾达夫首次亮相于2016年在曼谷举办的亚洲杯比赛，在那他代表男子反曲弓队夺得了一枚铜牌。随后他参加了麦德林的2016年射箭世界杯并作为印度B队队员出战。贾达夫与男子反曲弓队队员一同参加了2019年世界射箭錦標賽，这支队伍成为了自2005年来第一支有资格进入射箭锦标赛决赛的印度队伍。队伍中的普拉文·贾达夫、阿塔努·达斯以及塔伦迪普·赖击败了来自加拿大的六号种子选手，晋级到淘汰赛。并争取到2020年夏季奥林匹克运动会参赛资格。随后他们在四分之一决赛和半决赛中分别击败了来自中华台北队的四号种子选手以及荷兰队选手。最终在决赛中输给了中国队获得了银牌。

## 个人生活
贾达夫曾于2016年射箭世界杯比赛期间被男子反曲弓队教练维克拉姆·达哈尔（Vikram Dhayal）发掘成为印度陆军一员。2019年他被晋升为陸軍中士。